# Gilbert Frankau
Gilbert Frankau, född 21 april 1884, död 4 november 1952, var en brittisk författare. Han var far till Pamela Frankau.
Gilbert Frankau var son till Arthur och Julia Frankau. Han deltog i första världskriget som officer och i andra världskriget som frivillig. Frankau har skrivit lyrik (Poetical Works, 2 band, 1923, Selected Verses, 1943), en rad romaner bland annat The Love Story of Aliette Brunton (1922, svensk översättning 1923), Gerald Cranston's Lady (1924, svensk översättning 1925), Life and Erica (1925, svensk översättning 1927), Martin Make-Believe (1930), The Lonely Man (1932, svensk översättning Främlingen 1937), Everywoman (1933), Farewell Romance (1936), The Dangerous Years (1937, svensk översättning Lady Carterets farliga år 1939), Royal Regiment (1938) och noveller som Twelve Tales (1927) och Secret Services (1934). Self-portrait (1940) är en självbiografisk roman.